# Добічен
Добічен (нім. Dobitschen) — громада в Німеччині, розташована в землі Тюрингія. Входить до складу району Альтенбургер-Ланд. Складова частина об'єднання громад Альтенбургер-Ланд.
Площа — 6,55 км2. Населення становить 419 ос. (станом на 31 грудня 2021).

## Галерея

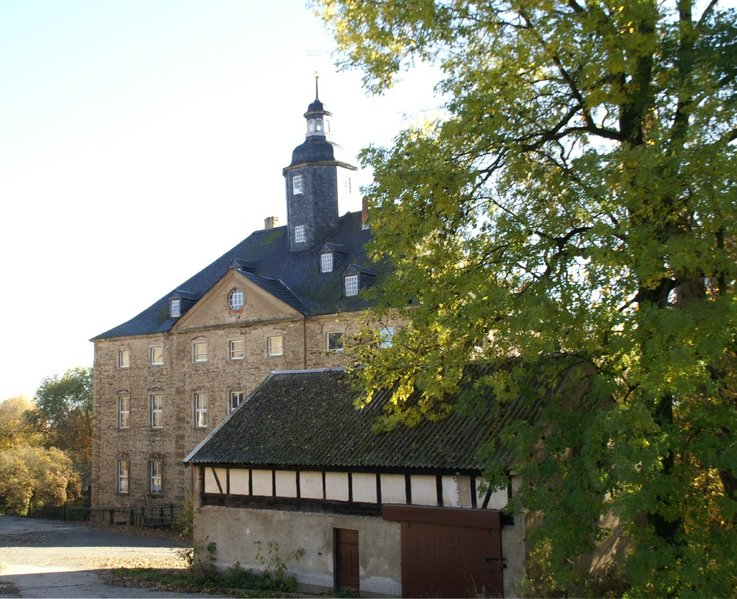
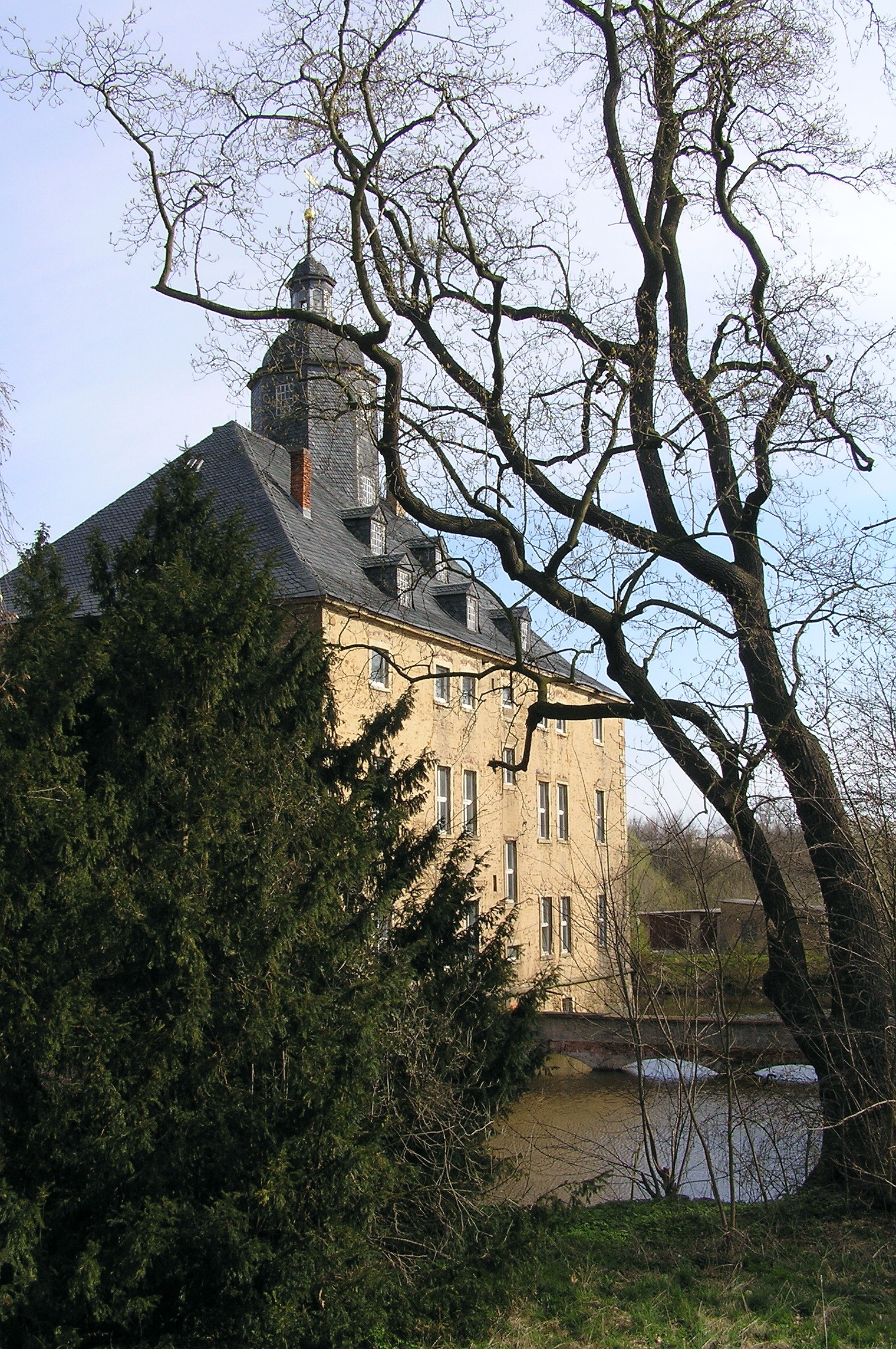